# Черномашенцев, Александр Викторович
Александр Викторович Черномашенцев (ум. 2007) — российский художник-мультипликатор и автор-исполнитель.
Окончил Московский полиграфический институт (1980) и курсы художников-мультипликаторов при киностудии «Союзмультфильм» (1982). Наиболее известная работа в области мультипликации — мультфильм «Перевал» (1982, по сценарию Кира Булычёва); утверждается также, что Черномашенцев участвовал в работе над анимационным фильмом «Князь Владимир» (2006; официальный сайт фильма этого не подтверждает) и снял как режиссёр анимационный фильм «Семья ДоРе» (2003).
Черномашенцев был одним из основателей движения авторской песни в подмосковном Калининграде (1979), исполнявшего песни на стихи Олега Григорьева, Александра Ерёменко и других известных поэтов; ансамбль был удостоен диплома на Грушинском фестивале авторской песни (1988), стал лауреатом Московского и Всесоюзного Фестивалей авторской песни (1990).